# Waterspeelplaats Vondelpark
De Waterspeelplaats of Waterspeeltuin Vondelpark is een speelplaats midden in het Vondelpark, Amsterdam-Zuid. De speelplaats ligt nabij het Kattenlaantje.

## Geschiedenis
De speelplaats is in 1968/1969 ingericht rondom een grote speelvijver; de kosten werden vergoed door C&A, dat Amsterdam wilde bedanken voor hun steun in de nasleep van de grote brand aan het Damrak. Deze speelvijver, die alleen in de lente en zomer als zodanig gebruikt kan worden, is ontworpen door Aldo van Eyck. Van Eyck had hier een specifiek ontwerp voor zoals ook terug te vinden in het pierenbad in het Oosterpark en het kinderbad in het Amsterdamse Bos. Rondom dat bad is een aantal objecten te vinden die ook door Aldo van Eyck zijn ontworpen. Er zijn bijvoorbeeld twee zandbakken van hem ingericht. In een van die zandbakken staat dan weer een kleine iglo/klimkoepel van zijn hand. 
Van Eyck inspireerde architect Mark Oonk dan weer voor het ontwerp van een waterspeeltafel, die hier rond 2007 geplaatst werd. Het is, volgens de ontwerper, een variant op de iglo; Oonk plaatste hem ondersteboven, zodat ook minder valide kinderen kunnen klimmen of zitten op het object.

## Afbeeldingen

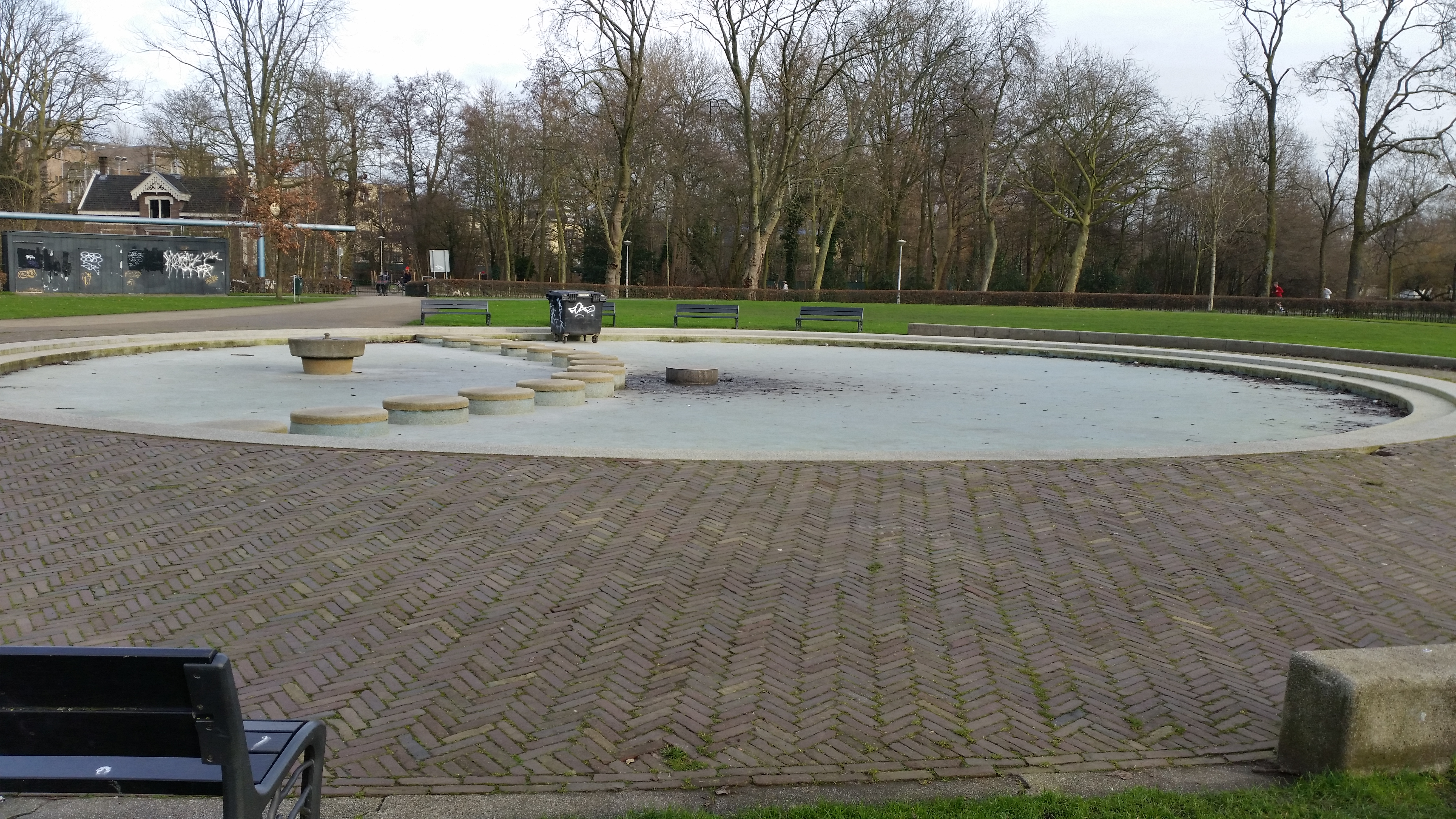
Pierenbad (januari 2020)
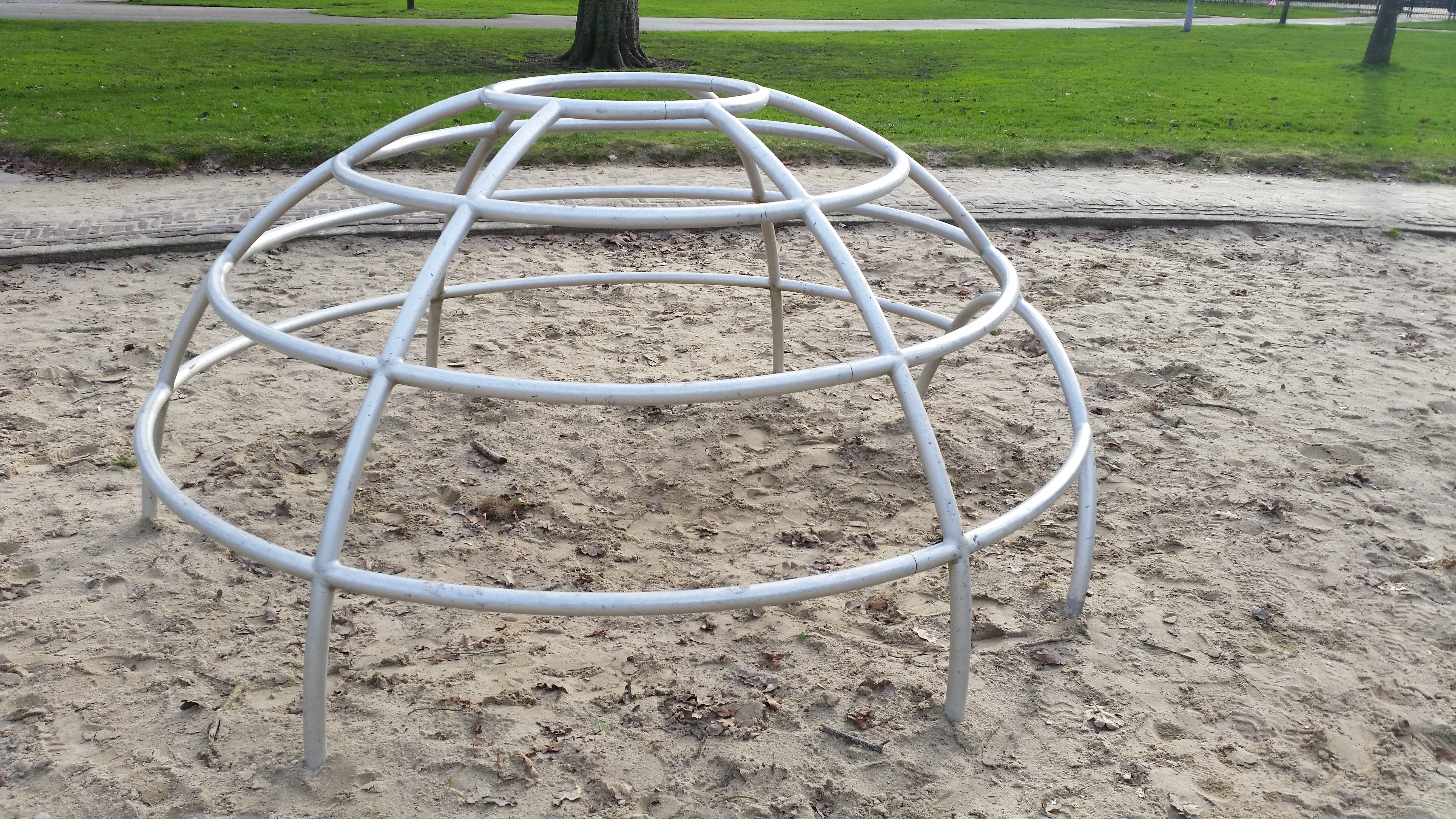
Iglo in zandbak (januari 2020)
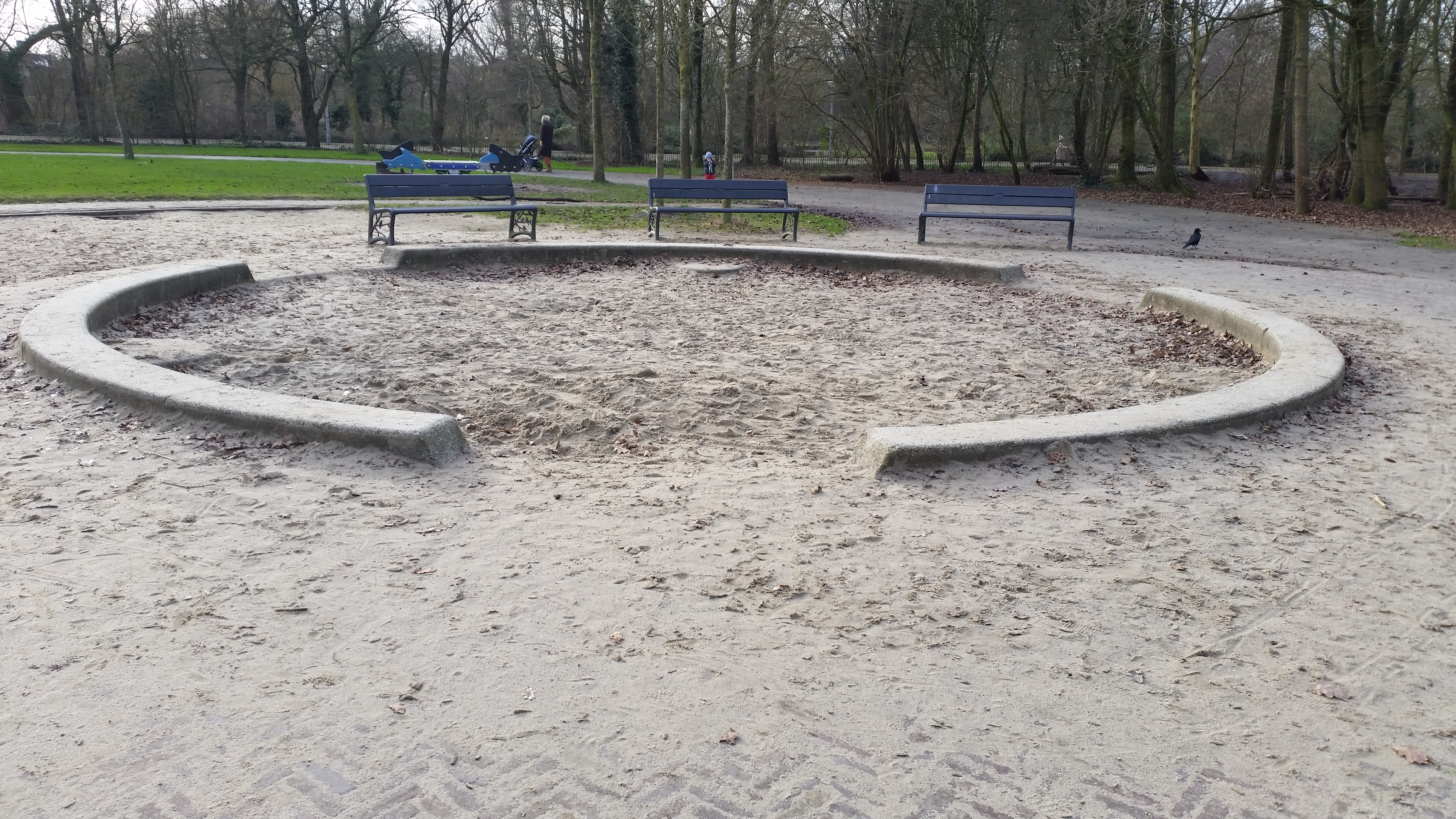
Zandbak (januari 2020)
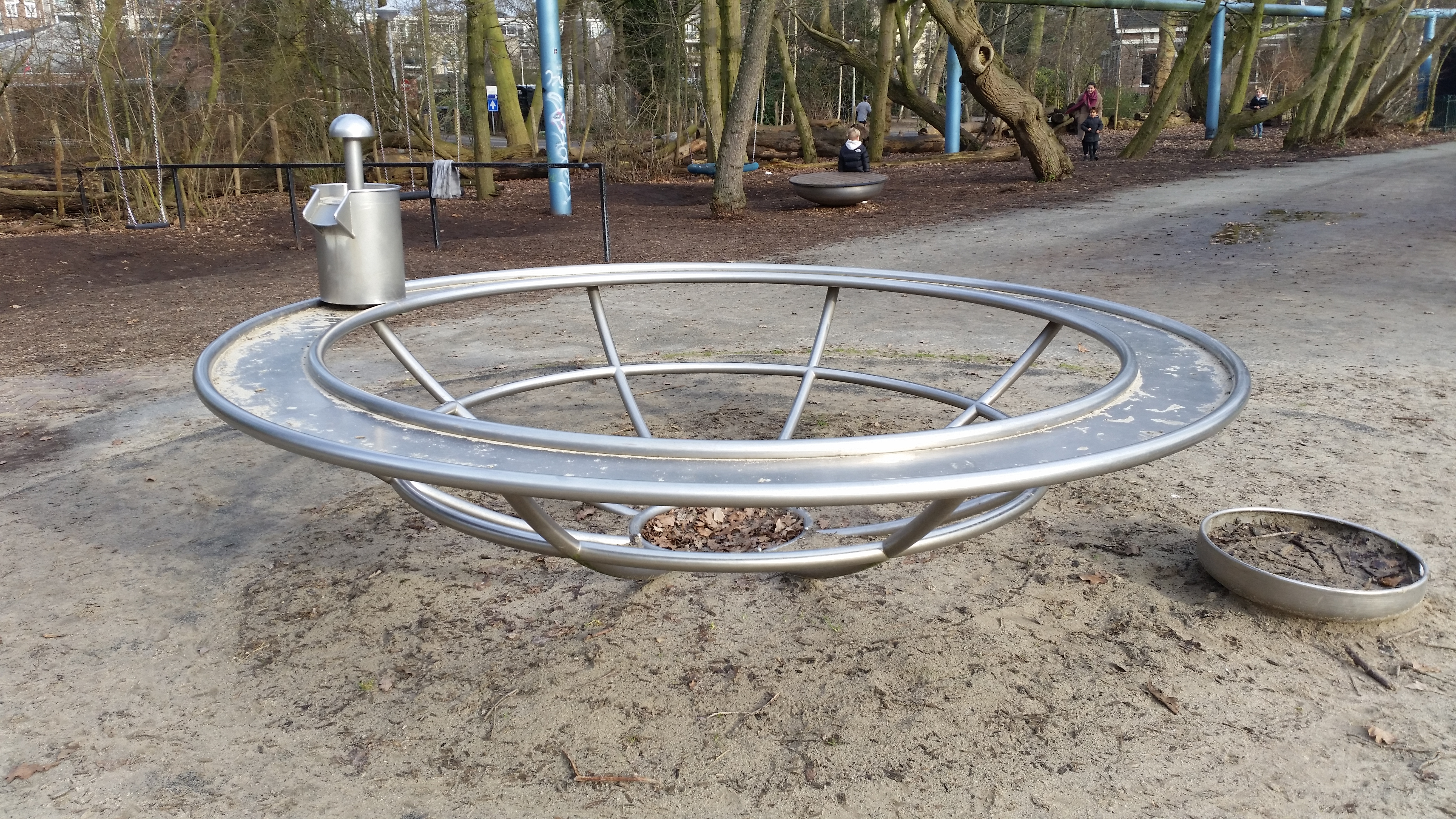
Waterspeeltafel van Oonk (januari 2020)